# Tararira (la bohemia de hoy)
 Tararira (la bohemia de hoy)  es una película argentina en blanco y negro dirigida por Benjamín Fondane sobre su propio guion y que tuvo como protagonistas a los Hermanos Aguilar, Orestes Caviglia, Miguel Gómez Bao, Iris Marga, Leopoldo Simari, Antonio Podestá y Guillermo Battaglia. Fue producida en 1936 pero nunca se estrenó.

## Producción
Miguel Machinandiarena era un exempleado bancario que había obtenido la concesión para la explotación del Casino de Mar del Plata –teniendo como socio oculto al gobernador Manuel Fresco; en 1936 incursionó en el cine produciendo con el sello Falma Film33 dos películas –una de ellas titulada Tararira (la bohemia de hoy), y otra con la cantante lírica Amanda Cetera- que no fueron estrenadas por su decisión, al parecer disconforme con el resultado obtenido; los filmes se rodaron en el mayor hermetismo en una galería chica que -años después y ya como Estudios San Miguel- fue transformada por Ralph Pappier en la única galería para efectos especiales que tuvo el cine del país en la época. Posteriormente Machinandiarena fundó los Estudios San Miguel y fue su propietario a lo largo de toda su trayectoria.

## Sinopsis
Se trata de un filme musical con la actuación del conjunto muy de moda en esa época, El Cuarteto Aguilar, que eran cuatro hermanos españoles republicanos que se habían exiliado en Argentina en la década de 1940, si bien solamente Francisco "Paco" Aguilar, uno de ellos, que tocaba el laúd continuó su carrera artística y tocaba generalmente los lunes en el Teatro Odeón.

## Reparto
- Cuarteto Aguilar
- Francisco "Paco" Aguilar
- José "Pepe" Aguilar
- Ezequiel Aguilar
- Elisa Aguilar
- Orestes Caviglia
- Joaquín García León
- Miguel Gómez Bao
- Iris Marga
- Fernando Fresno
- Carmén Andrés
- Leopoldo Simari
- Antonio Podestá
- Guillermo Battaglia
- Héctor Cataruzza
- Julio Renato
- Juan Carrara
- Juan López de Carrión
- Elena Granda
- Delfina Fuentes
- Elisa Paso
- Chola Asencio